# Новолетники
Новолетники — село в Зиминском районе Иркутской области России. Административный центр Новолетниковского муниципального образования.

## География
Находится примерно в 35 км к юго-западу от города Зима.

## История
В 1909 году чувашская семья жителя села Климово (Цивильского уезда Казанской губернии) Ивана Спиридоновича Спиридонова на берегу реки Оки Балаганского уезда Иркутской губернии на пустыре построила дом, надворные постройки, и тем самым основала деревню Новолетники.

## Население
| 2002 | 2010 | 2011 | 2012 |
| ---- | ---- | ---- | ---- |
| 458  | ↘403 | →403 | ↗408 |